# Oblast Koeban-Zwarte Zee
De oblast Koeban-Zwarte Zee (Russisch: Куба́но-Черномо́рская о́бласть)  was een kraj van de RSFSR. De oblast lag in de Noordelijke Kaukasus. De oblast bestond van 1920 tot 1924. De oblast ontstond na de Russische Burgeroorlog en het gebied ging op in de Zuidoostelijke Oblast.

## Geschiedenis
De oblast ontstond toen de bolsjewieken in maart 1920 de macht in de regio Koeban heroverden, werd de uitvoerende macht in de regio formeel overgedragen aan het Voorlopige Uitvoerende Comité van Koeban dat op 18 maart 1920 werd opgericht. Op 27 maart werden de taken van het comité overgedragen aan het Revolutionaire Comité voor het oblast Koeban die de gebieden van de volksrepubliek Koeban en het gouvernement Zwarte Zee. Op 29 maart 1920 werd het Comité hernoemd in het Revolutionaire Comité voor het oblast Koeban-Zwarte Zee als gevolg van het samenvoegen van de twee gebieden die de oblast Koeban-Zwarte Zee genoemd werd naar de nieuwe naam van het comité. Er waren geen formele decreten voor de oprichting van een nieuwe administratieve eenheid die op 7 december 1920 officieel erkend.
Op 7 augustus 1920 werd de macht van de oblast Koeban-Zwarte Zee en de omliggende gebieden overgedragen aan het Revolutionele Leger van de Arbeiders van Zuidoost-Rusland. De oblast bleef bestaan, maar de macht werd overgedragen aan de Zuidoostelijke Oblast. De oblast Koeban-Zwarte Zee bleef bestaan tot 13 februari 1924 toen het gebied werd onderverdeeld in okroegen van de Zuidoostelijke Oblast. 